# Jellyfish Entertainment
Jellyfish Entertainment (tiếng Hàn: 젤리피쉬 엔터테인먼트) là một hãng thu âm và công ty giải trí của Hàn Quốc được thành lập bởi nhạc sĩ và nhà sản xuất Hwang Se-jun tại Seoul, Hàn Quốc.
Jellyfish Entertainment là công ty chủ quản của các nghệ sĩ solo Park Hyo-shin, Park Yoon-ha, Seo In-guk, và Sung Si-kyung, cũng như nhóm nhạc nam VIXX, nhóm nhỏ của họ VIXX LR, Gugudan, VERIVERY và hiện tại là EVNNE. Công ty cũng quản lý một số diễn viên như Julien Kang, Park Jung-ah, Choi Ji-na and Park Jung-soo.

## Lịch sử
Jellyfish Entertainment Co., Ltd. được thành lập vào ngày 17 tháng 8 năm 2007 tại Seoul bởi nhạc sĩ và nhà sản xuất âm nhạc Hwang Se-jun. Nghệ sĩ đầu tiên ký hợp đồng quản lý với công ty là nghệ sĩ ballad Sung Si-kyung, người đã cho ra mắt đĩa đơn "Parting Once Again" (tiếng Hàn: 한번 더 이별; Romaja: Hanbeon deo ibyeol). Một năm sau, hai nghệ sĩ Lisa và Park Hak-ki ký hợp đồng với Jellyfish.
Tháng 11 năm 2008,  Park Hyo-shin ký hợp đồng với công ty và xuất hiện trong album Hwang Project Vol.1 Welcome To The Fantastic World. Những năm tiếp theo, thí sinh Super Star K Seo In-guk và Altair (Lee Ji-hoon) cùng gia nhập Jellyfish Entertainment.
Vào tháng 12 năm 2010, các nghệ sĩ của Jellyfish Entertainment xuất hiện cùng nhau lần đầu tiên trong dự án album ngày lễ đặc biệt Jelly Christmas với đĩa đơn mở đầu "Christmas Time". Tháng 12 năm 2011, nghệ sĩ của Jellyfish Entertainment Sung Si-kyung, Brian Joo, Seo In-guk, Park Hak-ki, Park Jang-hyun and Hwang Project một lần nữa kết hợp trong Jelly Christmas với đĩa đơn "Christmas for All".
Ngày 24 tháng 5 năm 2012, nhóm nhạc nam đầu tiên của Jellyfish Entertainment VIXX được ra mắt với đĩa đơn "Super Hero" trên M! Countdown, sau khi được xuất hiện trên chương trình truyền hình thực tế sống còn MyDOL]. Vào tháng 6 cùng năm, Lee Seok-hoon của SG Wannabe cho phát hành đĩa đơn nhạc số "The Beginning of Love" (Y.Bird from Jellyfish Island with Lee Seok Hoon) như một phần của dự án Y.Bird from Jellyfish Island. Ngày 12 tháng 9, Jellyfish Entertainment tổ chức buổi concert đầu tiên  Jellyfish Live tại Tokyo's Zepp Diver City ở Nhật Bản, và vào tháng 12, Park Hyo-shin và Sung Si-kyungtoor chức concert tại Seoul. các nghệ sĩ của Jellyfish Entertainment tiếp tục hợp tác trong dự án Jelly Christmas 2012 Heart Project với đĩa đơn "Because It's Christmas" và số lợi nhuận thu được từ dự án sẽ được quyên góp cho Cứu Thế Quân Hàn Quốc.
Năm 2013, dự án Y.Bird from Jellyfish Island phát hành đĩa đơn nhạc số "I Can't Live Because of You" của Seo In-guk với sự góp giọng của Verbal Jint (Y.BIRD from Jellyfish Island With Seo In Guk) vào tháng 2 và "Girl’s Why?" của VIXX với bộ đôi Indie OKDAL (Y.BIRD from Jellyfish with VIXX & OKDAL) vào tháng 10.
Trong năm 2014, Jellyfish Entertainment thiết lập mối quan hệ với CJ E&M Music Performance Division.
Tháng 7 năm 2015, thí sinh nằm trong TOP 6 của K-pop Star 4 Park Yoon-ha ký hợp đồng độc quyền với Jellyfish Entertainment. Tháng tiếp theo, Jellyfish cho ra mắt VIXX LR, nhóm nhỏ của VIXX bao gồm rapper Ravi và giọng ca Leo. Mini album Jelly Christmas 2015 được phát hành vào ngày 15 tháng 12 với đĩa đơn mở đầu "Love In The Air" (tiếng Hàn: 사랑난로; Romaja: Sarangnallo). Seo In-guk, VIXX, thành viên cũ của Jewelry Park Jung-ah và Park Yoon-ha đều góp giọng trong EP.
Từ ngày 18 tháng 12 năm 2015 đến ngày 1 tháng 4 năm 2016, các thực tập sinh của công ty là Kim Na-young, Kang Mi-na và Kim Se-jeong đại diện cho Jellyfish Entertainment tham gia cuộc thi Produce 101. Mina và Sejeong tiến được vào chung kết, giành chiến thắng và được ra mắt cùng nhóm nhạc nữ dự án hoạt động trong vòng 1 năm I.O.I, dù vẫn thuộc quyền quản lý của Jellyfish Entertainment. Công ty xác nhận rằng song song với việc quảng bá cùng I.O.I, hai cô gái sẽ ra mắt chính thức với tư cách là thành viên của nhóm nhạc nữ đầu tiên mà công ty quản lý, Gugudan.
Ngày 3 tháng 6 năm 2016, Jellyfish Entertainment thông báo họ sẽ cho mở trang âm nhạc mới của mình Jelly Box, nơi mà các nghệ sĩ của công ty sẽ biểu diễn các thể loại nhạc khác nhau và đem sản phẩm của mình gần hơn tới công chúng. Jelly Box cũng tương tự như dự án Y.Bird from Jellyfish Island trước đó của công ty và nó sẽ cho ra mắt những sản phẩm âm nhạc của các nghệ sĩ, nhà sản xuất và kể cả các bài hát hợp tác với các nghệ sĩ khác ngoài công ty.
Vào ngày 28 tháng 6 năm 2016, nhóm nhạc nữ 9 thành viên Gugudan chính thức ra mắt dưới tướng Jellyfish Entertainment.
Ngày 22 tháng 8 năm 2018, Jellyfish Entertainment cho biết họ sẽ debut nhóm nhạc nam thứ 2 sau VIXX tên là VERIVERY. Nhóm gồm 7 thành viên, được giới thiệu qua show thực tế Now VERIVERY. Vào ngày 9 tháng 1 năm 2019, VERIVERY chính thức debut bằng ca khúc "Ring Ring Ring".

## Các nghệ sĩ

### Nghệ sĩ thu âm[31]
| Ca sĩ solo - Sung Si-kyung - Park Hyo-shin - Seo In-guk - Kim Min-kyu - Shine Lim - Park Yoon-ha - Ravi - Kim Se-jeong - Kim Eun-yoo - Kang Mi-na | Nhóm nhạc - VIXX - VIXX LR (nhóm nhỏ) - Gugudan - 7DAYS - VERIVERY - EVNNE Thực tập sinh nổi bật - Kim Da-yeon (Kep1er) - Park Gun-wook (ZEROBASEONE) |

### Nghệ sĩ phòng thu
- Hwang Se-jun (YellowBIRD/Y.BIRD) (Giám đốc)
- MELODESIGN

### Thực tập sinh (I)SOME
| Nghệ danh | Nghệ danh | Tên thật        | Tên thật | Ngày sinh         | Chiều cao          | Quốc tịch |
| Latinh    | Hangul    | Latinh          | Hangul   | Ngày sinh         | Chiều cao          | Quốc tịch |
| --------- | --------- | --------------- | -------- | ----------------- | ------------------ | --------- |
| Nahyun    | 나현      | Won Na-hyun     | 원나현   | 4 tháng 7, 1997   | 1,65 m (5 ft 5 in) | Hàn Quốc  |
| Soyun     | 소윤      | Park So-yoon    | 박소윤   | 27 tháng 12, 1999 | 1,68 m (5 ft 6 in) | Hàn Quốc  |
| Kuri      | 쿠리      | Minatozaki Kuri | 港崎クリ | 25 tháng 5, 2000  | 1,62 m (5 ft 4 in) | Nhật Bản  |
| Minny     | 민니      | Choi Ye-won     | 최예원   | 31 tháng 1, 2001  | 1,63 m (5 ft 4 in) | Hàn Quốc  |
| Gyujin    | 규진      | Park Gyu-jin    | 박규진   | 10 tháng 5, 2001  | 1,63 m (5 ft 4 in) | Hàn Quốc  |

### Diễn viên[37]
- Julien Kang
- Park Jung-ah
- Park Ye-jin
- Kim Min-Kyu
- Ko Yoon
- Park Jung-soo
- Lee Jong-won
- Kim Sun-young
- Gong Hyun-joo
- Jung Kyung-ho
- Choi Ji-na
- Song Yi-woo
- Kim Gyu-sun
- Yu Se-hyeong
- Lee A-rin
- Kim Tae-yun
- Baek Seo-e
- Lee Min-ji
- Jung So-Min
- Kang Mi-na
- Kim Se-jeong

## Các nghệ sĩ và thực tập sinh cũ
| - Kim Hyeong-jung (2008-2009) - Altair (Lee Ji-hoon) (2009) - Kyun Woo (2010) - Lisa (2008-2010) - Park Hak-ki (2008-2011) - Park Jang-hyun (2011) - Brian Joo (2010–2012) - Lee Seok-hoon (2012-2013) | - Ro Nak-hun (MyDOL, Demion) - Shin Yoon-chul (MyDOL, Topp Dogg) - Lee Dae-won (MyDOL, OFFROAD) - Park Kyung-ri (Nine Muses) - Kim Jin-wook (HeartB) - Park Bo-ram |

## Danh sách đĩa nhạc

### Albums
| - Jelly Christmas (2010) - Jelly Christmas 2011 - Jelly Christmas 2012 Heart Project - 겨울 고백 (Jelly Christmas 2013) - Jelly Christmas 2015 – 4랑 | - Y.Bird from Jellyfish Island with Lee Seok Hoon]' (2012) - Y.BIRD from Jellyfish Island With Seo In Guk]] (2013) - Y.BIRD from Jellyfish Island With VIXX & OKDAL]] (2013) - Y.BIRD from Jellyfish with LYn X Leo]] (2014) |

### Dự án
- Jelly Box -  kênh âm nhạc

## Concert
- 2012: Jellyfish Live[6][7]
- 2013: Y.Bird from Jellyfish Island Showcase

## Danh sách phim
- 2012: MyDOL - Chương trình thực tế xoay quanh sự hình thành và ra mắt của nhóm nhạc nam đầu tiên của Jellyfish Entertainment, VIXX.[42][43]

## Hợp tác

### Phân phối sản phẩm
| Hàn Quốc - CJ E&M Music Performance Division Nhật Bản - CJ Victor Entertainment (VIXX) (2012–nay) | Trung Quốc - QQ (VIXX) (2015–nay) Đài Loan - Avex Taiwan (VIXX) (2015–nay) |